# Phalacrus distinguendus
Phalacrus Distinguendus là một loài bọ cánh cứng trong họ Phalacridae. Loài này được Tournier in Stierlin & Gautard miêu tả khoa học năm 1869.